# Jelly Roll
Jason Bradley DeFord (Nashville, Tennessee, 4 de diciembre de 1984), conocido por su nombre artístico Jelly Roll, es un rapero, cantante y compositor estadounidense de Antioch, Tennessee. Comenzó su carrera en 2003 y saltó a la fama en 2022 tras el lanzamiento de dos sencillos, «Son of a Sinner» y «Need a Favor».
«Son of a Sinner» ganó tres premios CMT Music Awards en 2023. Ese mismo año, ganó el premio a Artista Nuevo en los Premios CMA y fue nominado a un premio Grammy como Mejor Artista Nuevo.

## Primeros años
DeFord se crio en el barrio de Antioch en Nashville, Tennessee. Su padre era vendedor de carne y trabajaba como corredor de apuestas en su tiempo libre; su madre sufría de una enfermedad mental y adicción.
A lo largo de su adolescencia, Jelly Roll fue arrestado varias veces y pasó tiempo en la cárcel por varios cargos/delitos graves, incluida la posesión de marihuana y robo agravado.

## Carrera musical
Jelly Roll inició su carrera en el Hip hop después de inspirarse en raperos como Three 6 Mafia, UGK y 8Ball & MJG. Vendió mixtapes desde su coche, comenzando con una serie de lanzamientos de su primer proyecto The Plain Shmear Tape en 2003 y luego siguió con la serie de cuatro partes Gamblin' on the White Boy de 2004 a 2011.
Su colaboración de 2010 "Pop Another Pill" con el rapero de Memphis Lil Wyte alcanzó más de 6,3 millones de visitas en YouTube. Esta canción dio lugar al álbum Year Round del grupo de hip-hop SNO, del que Jelly Roll era miembro. Durante los siguientes años, Jelly Roll lanzó muchos mixtapes y álbumes solistas independientes, incluidas colaboraciones con Lil Wyte, Struggle Jennings, Haystak y Tech N9ne.
El mixtape de 2013 de Jelly Roll, Whiskey, Weed, & Women, se llamó originalmente Whiskey, Weed, & Waffle House, pero luego se cambió después de que Waffle House amenazara con emprender acciones legales por el uso de su nombre y logotipo en la portada. La portada de reemplazo presentaba un sello de "cese y desista" en lugar del logotipo del restaurante.
Jelly Roll hizo su debut en el Grand Ole Opry el 9 de noviembre de 2021. El 7 de julio de 2022, su compañero cantante de country Craig Morgan lo invitó a unirse a él en el escenario del Opry para interpretar "Almost Home".
El 9 de mayo de 2022, Jelly Roll logró su primer número uno en la radio de rock con la canción «Dead Man Walking». En enero de 2023, Jelly Roll logró su primera canción número uno en la radio country con su sencillo debut country «Son of a Sinner», escrito por Jelly Roll, Ernest y David Ray Stevens. La canción fue el segundo sencillo del álbum Ballads of the Broken y también alcanzó el puesto número 8 en la lista Billboard Hot Rock & Alternative Songs. En febrero de 2023, hizo historia con una semana número 25 en el número 1 de la lista de artistas emergentes de Billboard.
Jelly Roll agotó las entradas del Bridgestone Arena de Nashville el 9 de diciembre de 2022 ante 15.000 fans y contó con la participación de Chris Young, Sam Hunt, Riley Green, Shinedown, Ernest, Struggle Jennings, Tech N9ne y Krizz Kaliko. En el verano de 2023, completó una gira de 44 ciudades llamada 'Backroad Baptism Tour'.
En enero de 2024, Jelly Roll testificó ante el Congreso de los Estados Unidos en apoyo de la legislación contra el fentanilo. Al explicar su perspectiva como ex distribuidor de drogas ilegales, Jelly Roll declaró ante el Comité de Banca, Vivienda y Asuntos Urbanos del Senado de los Estados Unidos: "Yo era parte del problema. Ahora estoy aquí, de pie como un hombre que quiere ser parte de la solución".
En abril de 2024, Jelly Roll fue demandado por la banda de bodas Jellyroll, con sede en Pensilvania, por infracción de marca registrada.
En julio de 2024, Jelly Roll apareció en el nuevo álbum de Eminem The Death of Slim Shady (Coup de Grâce), en la canción "Somebody Save Me", que incluía una muestra de su canción "Save Me"
En noviembre de 2024, Jelly Roll lanzo en sencillo "Run It" siendo esta la canción original y oficial para Sonic 3, la película

## Vida personal
Jelly Roll está casado con Alyssa "Bunnie XO" DeFord. Tiene una hija nacida en 2008 y un hijo, ambos de una relación anterior. Jelly Roll obtuvo su GED a los 23 años mientras estaba en prisión.

## Discografía
Álbumes de estudio
- The Big Sal Story (2012)
- Sobriety Sucks (2016)
- Addiction Kills (2017)
- Goodnight Nashville (2018)
- Whiskey Sessions II (2019)
- A Beautiful Disaster (2020)
- Self Medicated (2020)
- Ballads of the Broken (2021)
- Whitsitt Chapel (2023)

Canciones colaborativos
- Year Round (con Lil Wyte y BPZ) (2011)
- Strictly Business (con Haystak) (2011)
- No Filter (con Lil Wyte) (2013)
- Business as Usual (con Haystak) (2013)
- No Filter 2 (con Lil Wyte) (2016)
- Waylon & Willie (con Struggle Jennings) (2017)
- Waylon & Willie II (con Struggle Jennings) (2018)
- Waylon & Willie III (con Struggle Jennings) (2018)
- Waylon & Willie IV (con Struggle Jennings) (2020)
- House of Mirrors (con Hollywood Undead) (2023)
- All My Life (con Falling in Reverse) (2024)
- Somebody Save Me (con Eminem) (2024)
- Run it (con David Guetta como uno de los productores) (2024)

## Premios y nominaciones
| Año  | Premio                          | Categoría                        | Nominado                             | Resultado | Ref.   |
| ---- | ------------------------------- | -------------------------------- | ------------------------------------ | --------- | ------ |
| 2025 | Nickelodeon Kids' Choice Awards | Cantante masculino favorito      | Él mismo                             | Nominado  | [ 19 ] |
| 2025 | Nickelodeon Kids' Choice Awards | Canción favorita de una película | «Run it» (para Sonic 3, la película) | Nominada  | [ 19 ] |